# رامشتاین ۱۱۰۳۹۳
سیارک ۱۱۰۳۹۳ (به انگلیسی: 110393 Rammstein، نامگذاری:2001TC8) صد و ده هزار و سیصد و نود و سومین سیارک کشف شده‌است که در ۱۱ اکتبر ۲۰۰۱ کشف شد.